# ディーゼル微粒子捕集フィルター

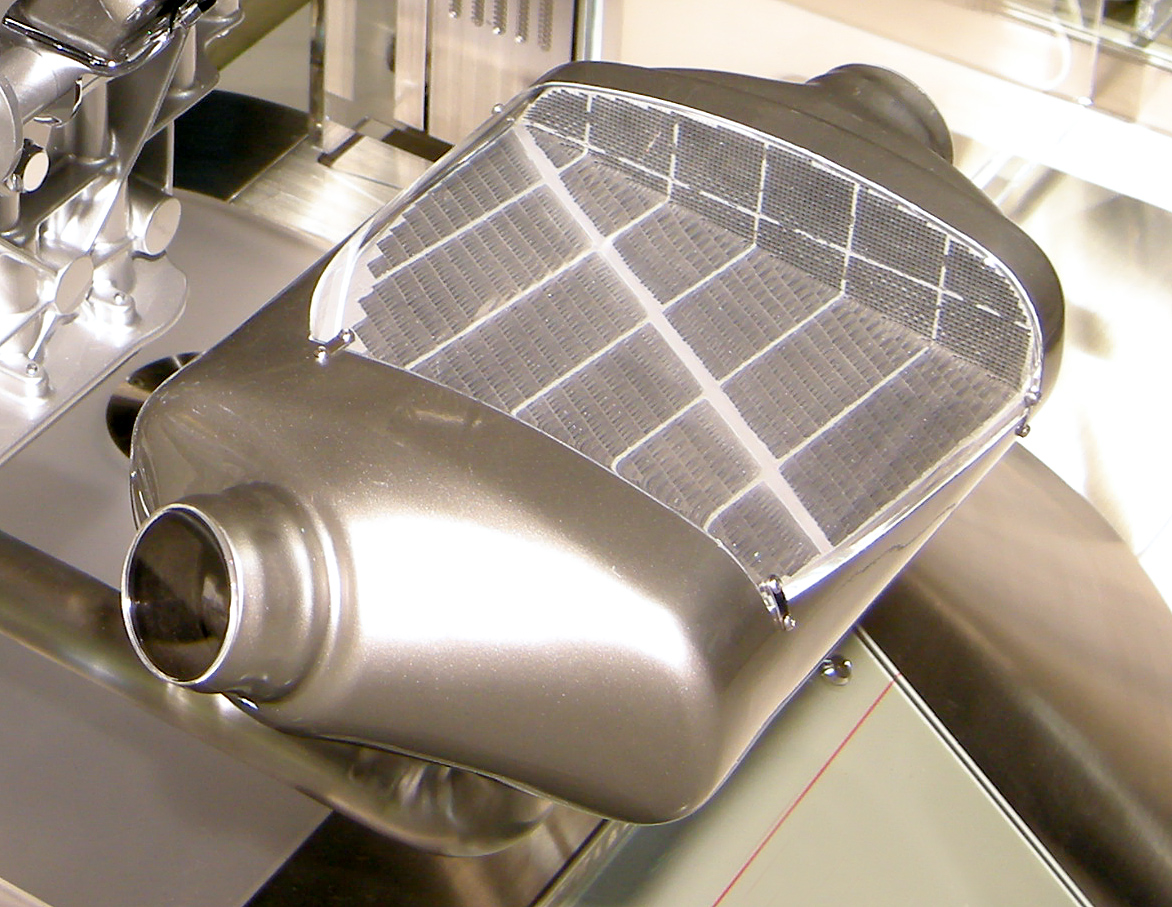
日産・M9Rエンジンに装着されるDPFのカットモデル

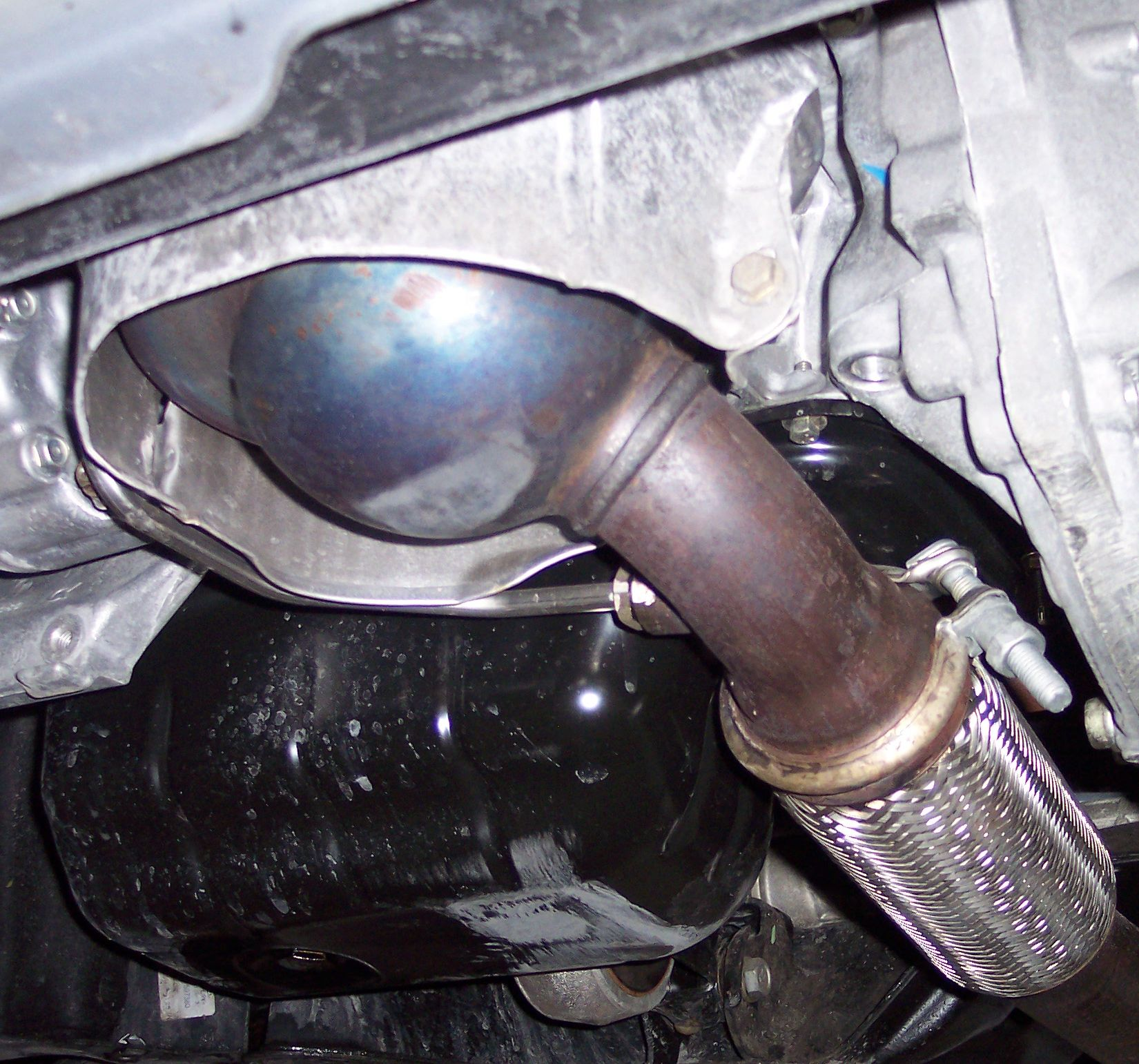
マフラーに装着されたDPF

ディーゼル微粒子捕集フィルター（ディーゼルびりゅうしほしゅうフィルター、Diesel particulate filter,ディーゼルパティキュレートフィルタ, DPF）は、ディーゼルエンジンの排気ガス中の粒子状物質 (PM) を漉し取り軽減させるフィルター。

## 機構
ディーゼルエンジンの排出ガスを浄化する技術の代表的なものに、ディーゼル酸化触媒（英語版 : Diesel Oxidation Catalyst, DOC）、選択触媒還元（英語: Selective Catalytic Reduction, SCR）や、ディーゼル微粒子捕集フィルター（英語: Diesel Particulate Filter, DPF）があり、このうちDPFは、排気中の粒子状物質を捕集するための処理装置（フィルター）である。
基本的には、粒子状物質をフィルターで捕捉するだけである。ただし、そのまま使い続けるとフィルターが目詰まりを起こして機能が低下するため、ヒーターなどで燃焼再生させるセルフクリーニング機能が付加されている場合もある。このような機構を、いすゞ自動車はDPD（ディーゼル パティキュレート ディフューザー）、日野自動車はDPR（ディーゼル パティキュレート アクティブ リダクションシステム）、三菱ふそうトラック・バスはDPF（ディーゼル パティキュレート フィルター）、UDトラックスはUDPC（ユーデイー パティキュレート クリーニング）と呼ぶ。なお、目詰まりの原因は粒子状物質中の煤だけでなく、エンジンオイルの、摩擦減少のための成分に由来する灰分もあり、こちらは燃焼再生させても除去できず分解清掃を要する。そのためディーゼルエンジン用でDPF装着車向けのものに関しては規格上に灰分の規制があるほか、「灰を出さない」ことを謳うエンジンオイルも製品化されている。ベースオイルも硫黄などが少ないものが使われる。
また、触媒を組み合わせることにより、酸化されやすい一酸化炭素や炭化水素、粒子状物質を除去するものもある。この触媒方式では、フィルタの前段に強力な酸化触媒を置くことで、排出ガス中の窒素酸化物 (NOx) をより二酸化窒素 (NO2) の多い状態にし、二酸化窒素の強力な酸化性能で粒子状物質を燃焼させるというジョンソン・マッセイ社（イギリス）が開発したCRT（連続再生式フィルタ、Continuously Regenerating Trap）が初めて実用化の目処を示した。
フィルタの素材は、熱に強いセラミックが用いられてきたが、コスト低減を図るためにステンレスを用いるものもある。

## 種類
DPFは再生方式により以下の種類に分類できる。

### 連続再生方式
CRTに代表される方式で、フィルターに捕集しながら再生を行う理想的な方式。CRTなどは、電気など外部からのエネルギーの補填を必要としないので自己再生方式とも呼ぶ。ウォールフロー型のため、PMの低減率は概ね9割を超え比較的高く、酸化触媒の作用によりCO、HCにも低減効果がある。 
再生するためは、酸化触媒内の温度を二酸化窒素を生成するのに必要な250 - 300℃程度に上昇維持させる必要があり、この温度維持のために排気ガスの熱エネルギーやポスト噴射（燃焼行程後の追加噴射）もしくは排気管内噴射により燃料を触媒内で燃焼させる（ポスト噴射の場合はすなわちアフターファイアーさせることと同じである）ことによって得た熱を利用する。再生に使う燃料噴射は多少の燃費の悪化を伴う。特にポスト噴射を行う場合は燃料の一部がシリンダー壁に付着してエンジンオイルを希釈するという問題がある。排気管に燃料点火弁を設け、この希釈問題を回避する技術もある。
なお、再生可能な温度に達しないまま走行を続けるとフィルターが詰まり、さらにこの状態で高速走行あるいは高負荷運転を行うと溜まった粒子状物質が急激に燃焼、その燃焼熱でフィルターの耐熱温度（約600℃程度）を超えてしまいフィルターが溶損する。したがって、稼働のためには、酸化触媒とフィルターの温度制御が重要である。
連続してエンジンに負荷をかければ使用中に再生が行われるが、アイドリングや短時間の運転を繰り返すと排気温が上がらないため再生が進まない。フィルターが詰まってくると警告灯が点灯するようになっている。一部にはすすの堆積量を表示できるものもある。車両の運行等の使用中に再生できない場合は手動で再生する。エンジン回転を上げて、排気温度を上昇させる方法で行う。再生には数分 - 数十分の時間を要する上、通常は走行等ができないため、燃料と時間のロスを伴う。蓄積状況に応じて再生を制御するものは再生制御式と呼ばれ、尿素SCRとの併用が一般化した世代では主流の方式となっている。
また、酸化触媒が、軽油内の硫黄分から触媒内で生成されるサルフェート（硫酸塩）の被毒に対して弱いため、S50などの低硫黄軽油の使用が推奨されている。
なお、既存エンジンにも装着可能な後付タイプとエンジン製造時に装着されエンジンシステムに統合された一体型の2種があるが、後付タイプでは温度維持を排気ガスの熱のみに頼っており、市街走行など排気温度が上がりにくい条件下では再生が効かないなど稼働条件が限定されるため、コモンレール式噴射システムを併用することで触媒とフィルターの温度制御を細かく行え稼働条件の制限が少ない一体型が主流となっている。

### 間欠再生方式
排気圧力をセンサー感知して、フィルターが目詰まりを起こす前に自動で新しいフィルターに切り替え、もう一方で捕集している間に電気ヒーターによって高温でPMを燃焼させる方式である。エンジンの運転状態に左右されることなく再生を行える利点はあるもののフィルターを自動で切り替える装置が複雑かつ大型になることと、再生用ヒーターを稼働させるために大容量オルタネータや大容量バッテリが必要なことから搭載スペースに余裕のある大型車にしか装着できない欠点がある。なお、酸化触媒を装備しないため、CO、HC、NOxの低減効果はないが、軽油内の硫黄分の影響を受けないため硫黄分の多いS100以上の軽油も使用できる。
また、これに似た方式として、目詰まり警報を行うものの、フィルターの交換装置を持たず、警報時に運転者が外部電源式のヒーターを起動させて再生を行う手動式もある。こちらのものは、自動型より装置自体が簡単かつ小型で追加の電気装置も不要なため後付けしやすい利点があるが、反面走行中は一切再生が出来ずPMが蓄積される一方になるため、一回の再生で走行できる距離が短く（100km前後）長距離走行ができない欠点がある。

### 添加剤再生方式
燃料中にセリア（酸化セリウム(IV)、CeO2）などの触媒を添加し、粒子状物質と触媒とをより接近させることで粒子状物質の酸化を促進することにより再生するやり方。装置自体は比較的単純でコストも安価だが、触媒を定期的に給油する必要がある。
なお、前述の2方式でも添加剤を利用して触媒やフィルターの再生を促進する添加剤が存在するが、それは渋滞や短距離走行が多い等走行環境等により再生が追い付かずに蓄積量が増えやすい場合に用いる。再生の促進により煤の蓄積を抑制する効果があると謳う製品が多い。それらの製品には燃料に添加するタイプとフィルターに直接塗布するタイプがある。

## 歴史

### 自動車排出ガス規制

#### DPFの導入推進
日本では2003年（平成15年）に、当時の東京都知事であった石原慎太郎が主導し、八都県市（首都圏1都3県と横浜市・川崎市・千葉市・さいたま市）で実施された排ガス規制条例が実施された際、基準を満たさない自動車に半ば強制的に装着が義務づけられたため、注目を浴びた。その後、自動車排出ガス規制が厳しくなり浄化装置の装着が義務化された。2010年代以降、日本で製造・販売される大型トラック・バスについては、DPFと尿素SCRシステムとの併用による排気ガス浄化装置が標準装備となっている。
EUでは域内で販売される新車の排ガス規制として、2009年9月にユーロ5、2014年9月にユーロ6が施行され、これらによって事実上、すべてのディーゼル車にPM除去フィルター（DPF：Diesel Particulate Filter）の装着を義務付けることになった。
ガソリンエンジンでも比較的PM発生量の多いガソリン直噴エンジンにおいて、環境規制の強化に伴いDPFと同様の装置（Gasoline particulate filter, GPF）の装着が求められるようになった。

#### DPF不要の車両の開発
DPF不要の車両の開発も進んでおり、ジメチルエーテル（DME）を燃料とするジメチルエーテル（DME）トラックがある。

#### ディーゼル車の廃止へ
世界的にはディーゼル車を含む内燃機関車の廃止への取り組みが進んでいる。
- フランスでは、2017年7月の「気候計画」で2040年までにガソリン・ディーゼル車の販売を終了することとしている[7]。
- イギリスでは、2017年7月26日の政府発表で2040年までにガソリン・ディーゼル車の販売を終了することが発表された[7]。
- ドイツでは、2016年10月の連邦議会議決で2030年までにガソリン・ディーゼル車の販売終了が提案された[7]。
- スウェーデンでは、2009年の「Swedish 2030-secretariat」により2030年までにガソリン・ディーゼル車の販売終了を発表した[7]。

### 産業機械のガス規制
ディーゼルエンジンは産業用エンジンでも主流となっているが、産業機械でもガス規制が進んでおりDPF等の排気後処理装置が導入されるようになった。日本（国土交通省のトンネル規制など）やEUの第5次排ガス規制などで規制がある。